# Bondoukou (département)
Pour les articles homonymes, voir Bondoukou.
Le département de Bondoukou est un département de Côte d'Ivoire situé dans la région de Gontougo et rattaché au district du Zanzan. Il a été dénombré 453 841 habitants dans ce département après le recensement général de la population de l'habitat en 2021. Ce recensement a été conduit par l'Institut national de la statistique.